# HMS Rorqual (N74)
Pour les autres navires du même nom, voir HMS Rorqual.
Le HMS Rorqual (Pennant number : N74) est l’un des six sous-marins mouilleur de mines de la classe Grampus appartenant à la Royal Navy. Il a été construit par Vickers-Armstrongs à Barrow-in-Furness et lancé le 27 juillet 1936. Il servit pendant la Seconde Guerre mondiale en mer Méditerranée et en Extrême-Orient. Il est le seul sous-marin de classe Grampus à survivre à la guerre, et il est considéré comme le sous-marin mouilleur de mines le plus efficace de la Seconde Guerre mondiale, coulant 57 704 tonnes de navires ennemis, dont 35 951 par ses mines,.

## Conception
Après un prototype unique, le HMS Porpoise, construit en 1932, les cinq autres navires de la classe Grampus ont été lancés entre 1935 et 1938, avec une conception améliorée. Ces bâtiments de 82 mètres de long avaient un déplacement de 1 520 tonnes en surface et portaient 50 mines Mk XVI. Les mines sont stockées dans une galerie spéciale et transportées par un convoyeur intégré dans la coque extérieure, système qui avait été expérimenté avec le HMS M3 de classe M, devenu navire-école. Ces unités possédaient des ballasts qui formaient des excroissances de chaque côté de la coque.
La nécessité d'avoir des sous-marins mouilleurs de mines spécialisés devint moins évidente lorsque la Royal Navy fabriqua une mine pouvant être immergée par les tubes lance-torpilles de 533 mm.

## Engagements
Le HMS Rorqual (même sens qu’en français : rorqual) a été construit par Vickers-Armstrongs à Barrow-in-Furness. La pose de sa quille a eu lieu le 1er mai 1935 et il a été lancé le 27 juillet 1936. Il est commissionné dans la Royal Navy le 10 février 1937.

### Mer Méditerranée
Envoyé en mer Méditerranée en 1940, le MHS Rorqual commence à poser des champs de mines et à attaquer les navires ennemis. Parmi les navires perdus sur les mines posées par le Rorqual se trouvaient les navires marchands italiens Loasso, Celio, Leopardi et Salpi ; les pétroliers de la marine italienne Verde et Ticino ; le bateau pilote italien F 34 / Rina Croce, les torpilleurs italiens Calipso, Fratelli Cairoli, Generale Antonio Chinotto, Altair et Aldebaran ; le chasseur de sous-marins auxiliaire italien AS 99 Zuri, le transport de troupes allemand Ankara ; le navire marchand français (en service allemand) P.L.M. 24, et le bateau de pêche français Coligny.
Les navires marchands italiens Caffaro, Ischia et le tout nouveau navire marchand italien Carbonello A. ont été endommagés par les mines posées par le HMS Rorqual. Le HMS Rorqual s’est aussi attaqué directement aux navires ennemis. Il torpille et coule le pétrolier italien Laura Corrado, le sous-marin italien Pier Capponi, les navires marchands italiens Cilicie et Monstella, le pétrolier allemand Wilhemsburg et le navire marchand français (en service allemand) Nantaise. Les torpilles du HMS Rorqual ont également endommagé le croiseur auxiliaire italien Piero Foscari. Le HMS Rorqual a attaqué sans succès un sous-marin italien et le navire marchand italien Securitas, et a coulé deux voiliers grecs à coups de canon.
En août 1940, il attaque un convoi italien, manquant les navires marchands italiens Verace et Doris Ursino avec ses torpilles. À la suite de cette attaque ratée, le HMS Rorqual fut lourdement attaqué à coups de charges de profondeur par le torpilleur italien Generale Achille Papa.
En janvier 1941, le HMS Rorqual attaque le remorqueur Ursus et une batterie flottante montée sur une allège. L’allège ne pouvait pas être torpillé, car son tirant d'eau était trop faible pour la profondeur à laquelle étaient réglées les torpilles, et la seule autre arme dont disposait le HMS Rorqual était son unique canon de 4 pouces. Le HMS Rorqual a fait surface à environ 500 mètres de portée. Son attaque initiale a touché l’Ursus et endommagé la batterie. Le feu nourri du remorqueur endommagé a forcé le HMS Rorqual à cesser le feu contre la batterie et à engager de nouveau l’Ursus, obligeant son équipage à l’abandonner. Bien que gravement endommagée, la batterie flottante a ouvert le feu et forcé le HMS Rorqual à plonger. Celui-ci a ensuite lancé une torpille vers à la surface, mais a constaté que la torpille avait une défaillance de son gyroscope et faisait demi-tour vers son point de lancement. Le HMS Rorqual a dû plonger profondément pour l’éviter. Quand il l’a vu pour la dernière fois, l’Ursus coulait et la batterie était en feu. La batterie n’a toutefois pas coulé et a été remorquée plus tard jusqu’à Dubrovnik.
En raison de sa grande taille et de l’espace important dans le caisson des mine, le HMS Rorqual était bien adapté pour transporter des cargaisons. En juin 1941, après avoir été chargé à Alexandrie, il est devenu le premier sous-marin à transporter des approvisionnements à l’île de Malte assiégée. En tout, il a exécuté 5 voyages d’approvisionnement de Malte, en 1941 à partir d’Alexandrie et en 1942 depuis Beyrouth, au prix de risques considérables pour le sous-marin. Ces missions étaient connues sous le nom de "tapis volant". Les approvisionnements consistaient principalement en essence d’aviation pour les chasseurs Hawker Hurricane défendant l’espace aérien de Malte, en kérosène pour la cuisine et en courrier. Des passagers ont aussi été transportés dans les deux sens. En octobre 1943, le HMS Rorqual transporta de Beyrouth à l’île de Leros toute une batterie de canons Oerlikon de 40 mm, avec une jeep pour les remorquer. Ceci était destiné à fournir une défense antiaérienne aux troupes britanniques coincées sur l’île et attaquées par les forces allemandes.

### Extrême-Orient
Le HMS Rorqual arrive en Extrême-Orient en 1945 pour combattre les Japonais, faisant partie de la flotte britannique du Pacifique. Il a posé des champs de mines et coulé trois voiliers japonais et trois caboteurs à coups de canon, et a endommagé un quatrième caboteur.

### Après-guerre
À la fin de la guerre, le HMS Rorqual est le seul navire survivant de la classe Grampus. Il est vendu et arrive aux chantiers de John Cashmore Ltd, à Newport, pour démolition le 17 mars 1946.